# Молодогвардійська міська рада
Молодогварді́йська міська́ ра́да — орган місцевого самоврядування Молодогвардійської міської громади Луганського району Луганської області. Була утворена 1961 року і до 17 липня 2020 року підпорядковувалася Краснодонській міській раді.

## В складіКраснодонської міської ради
Раді підпорядковувалася територія площею 2,88 км² із населеними пунктами Молодогвардійськ і Новосімейкіне, населення яких складало 26 189 осіб (станом на 2001 рік).

## Склад ради
Рада складається з 36 депутатів та голови.
- Голова ради: Борисенко В'ячеслав Петрович
- Секретар ради: Мельнікова Лариса Григорівна

### Керівний склад попередніх скликань
| ПІБ                          | Основні відомості                                                       | Дата обрання | Дата звільнення |
| ---------------------------- | ----------------------------------------------------------------------- | ------------ | --------------- |
| Хасанов Дмитро Карімбергович | Міський голова, 1961 року народження, освіта вища, член Партії регіонів | 26.03.2006   | 31.10.2010      |
| Хасанов Дмитро Карімбергович | Міський голова, 1961 року народження, освіта вища, член Партії регіонів | 31.10.2010   | 16.12.2012      |
| Борисенко В'ячеслав Петрович | Міський голова, 1953 року народження, освіта вища, член Партії регіонів | 16.12.2012   |                 |

Примітка: таблиця складена за даними джерела

### Депутати
За результатами місцевих виборів 2010 року депутатами ради стали:

#### За суб'єктами висування
| Суб'єкт висування                                       | Кількість обраних депутатів | %    |
| ------------------------------------------------------- | --------------------------- | ---- |
| Партія регіонів                                         | 31                          | 86,1 |
| Комуністична партія України                             | 3                           | 8,3  |
| Політична партія Всеукраїнське об'єднання «Батьківщина» | 1                           | 2,8  |
| Політична партія «Сильна Україна»                       | 1                           | 2,8  |

#### За округами
| № округу                                                | Прізвище, ім'я, по батькові       | Дата визнання обраним | Освіта         | Партійна приналежність                        | Відомості про обраного депутата                                                                        |
| ------------------------------------------------------- | --------------------------------- | --------------------- | -------------- | --------------------------------------------- | --- |
| Комуністична партія України                             |                                   |                       |                |                                               | |
| б/м                                                     | Правдюков Микола Панасович        | 02.11.2010            | Освіта вища    | член Комуністичної партії України             | пенсіонер                                                                                              |
| б/м                                                     | Кошеваров Вадим Іванович          | 02.11.2010            | Освіта вища    | позапартійний                                 | Управління статистики у місті Краснодоні, начальник управління                                         |
| б/м                                                     | Бобриков Володимир Миколайович    | 02.11.2010            | Освіта середня | позапартійний                                 | пенсіонер                                                                                              |
| Партія регіонів                                         |                                   |                       |                |                                               | |
| б/м                                                     | Зоркін Микола Миколайович         | 02.11.2010            | Освіта середня | член Партії регіонів                          | Структурний підрозділ "Шахтоуправління «Молодогвардійське» ВАТ «Краснодонвугілля», прохідник           |
| б/м                                                     | Палєєв Сергій Васильович          | 02.11.2010            | Освіта вища    | член Партії регіонів                          | ВАТ «Укртелеком», заступник начальника цеху                                                            |
| б/м                                                     | Мельнікова Лариса Григорівна      | 02.11.2010            | Освіта вища    | член Партії регіонів                          | Виконком Молодогвардійської міської ради, керуючий справами                                            |
| б/м                                                     | Фомін Володимир Олексійович       | 02.11.2010            | Освіта вища    | член Партії регіонів                          | Дочірнє підприємство «Ринок м. Молодогвардійська», директор                                            |
| б/м                                                     | Гаврюшенко Алла Миколаївна        | 02.11.2010            | Освіта вища    | член Партії регіонів                          | Молодогвардійська міська рада, секретар                                                                |
| б/м                                                     | Сафонов Віталій Станіславович     | 02.11.2010            | Освіта середня | член Партії регіонів                          | приватний підприємець                                                                                  |
| б/м                                                     | Ткаченко Вадим Юрійович           | 02.11.2010            | Освіта середня | член Партії регіонів                          | приватний підприємець                                                                                  |
| б/м                                                     | Рудковська Оксана Сергіївна       | 02.11.2010            | Освіта вища    | член Партії регіонів                          | Магазин № 128, директор                                                                                |
| б/м                                                     | Голуб Анатолій Володимирович      | 02.11.2010            | Освіта середня | член Партії регіонів                          | Структурний підрозділ "Шахтоуправління «Молодогвардійське» ВАТ «Краснодонвугілля», гірничий робітник   |
| б/м                                                     | Шилов Євген Миколайович           | 02.11.2010            | Освіта вища    | член Партії регіонів                          | Структурний підрозділ "Шахтоуправління «Самсонівське-Західне» ВАТ «Краснодонвугілля», гірничий майстер |
| б/м                                                     | Фортушна Ірина Миколаївна         | 02.11.2010            | Освіта вища    | член Партії регіонів                          | Приватне підприємство "Фірма «Максимум», торговельний представник                                      |
| б/м                                                     | Ківшар Денис Володимирович        | 02.11.2010            | Освіта вища    | член Партії регіонів                          | Структурний підрозділ "Шахтоуправління «Самсонівське-Західне» ВАТ «Краснодонвугілля», гірник           |
| б/м                                                     | Максимов Олег Миколайович         | 12.11.2010            | Освіта вища    | член Партії регіонів                          | КП «Водопроводне каналізаційне господарство», заступник начальника                                     |
| 1                                                       | Шеверьова Ольга Миколаївна        | 02.11.2010            | Освіта вища    | член Партії регіонів                          | Молодогвардійський професійний будівельний ліцей, інженр з техніки безпеки                             |
| 2                                                       | Манухова Наталія Геннадіївна      | 02.11.2010            | Освіта вища    | член Партії регіонів                          | Молодогвардійський професійно будівельний ліцей, заступик директра                                     |
| 3                                                       | Слєпцова Тетяна Миколаївна        | 02.11.2010            | Освіта вища    | член Партії регіонів                          | загальноосвітня школа № 7, вчитель                                                                     |
| 4                                                       | Мягкова Любов Іванівна            | 02.11.2010            | Освіта вища    | член Партії регіонів                          | загальноосвітня школа № 7, вчитель                                                                     |
| 5                                                       | Морочко Юрій Анатолійович         | 02.11.2010            | Освіта вища    | член Партії регіонів                          | Ш/у «Самсонівське-Західне» блок "Шахта «Горіхівська», прохідник                                        |
| 6                                                       | Гриньова Зоя Михайлівна           | 02.11.2010            | Освіта вища    | член Партії регіонів                          | Центр дитячої творчості № 2, директор                                                                  |
| 7                                                       | Ємельяненко Юрій Фролович         | 02.11.2010            | Освіта вища    | член Партії регіонів                          | пенсіонер                                                                                              |
| 8                                                       | Головаш Олексій Степанович        | 02.11.2010            | Освіта вища    | член Партії регіонів                          | Ш\у"Молодогвардійське" шахта «Молодогвардійська», бригадир ділянки                                     |
| 9                                                       | Горбова Тетяна Андріївна          | 02.11.2010            | Освіта вища    | член Партії регіонів                          | МКВП «Водопровідно-каналізаціонного господарства», сторож                                              |
| 10                                                      | Стародубцев Ігор Митрофанович     | 02.11.2010            | Освіта вища    | член Партії регіонів                          | Ш/у"Самсонівське-Західне", начальник відділу                                                           |
| 11                                                      | Даниленко Юрій Іванович           | 02.11.2010            | Освіта вища    | член Партії регіонів                          | Комунальний заклад «Молодогвардійська міська поліклініка», завідувач терапевтичного стаціонару         |
| 12                                                      | Карташева Єлізавета Сергіївна     | 02.11.2010            | Освіта вища    | член Партії регіонів                          | Молодогвардійський професійно будівельний ліцей, викладач                                              |
| 13                                                      | Моторіна Наталія Олександріва     | 02.11.2010            | Освіта вища    | член Партії регіонів                          | загальноосвітня школа № 7, вчитель                                                                     |
| 14                                                      | Підуновський Олександр Борисович  | 02.11.2010            | Освіта вища    | член Партії регіонів                          | Комунальний заклад "Палац Культури «Юність», директор                                                  |
| 15                                                      | Чистов Олександр Андрійович       | 02.11.2010            | Освіта вища    | член Партії регіонів                          | пенсіонер                                                                                              |
| 16                                                      | Мельніков Павло Миколайович       | 02.11.2010            | Освіта вища    | член Партії регіонів                          | пенсіонер                                                                                              |
| 17                                                      | Стригун Микола Петрович           | 02.11.2010            | Освіта вища    | член Партії регіонів                          | пенсіонер                                                                                              |
| 18                                                      | Лаврук Інна Вікторівна            | 02.11.2010            | Освіта вища    | член Партії регіонів                          | Комунальна установа " Дитячий навчальний заклад "Ладусі ", завідувачка                                 |
| Політична партія Всеукраїнське об'єднання «Батьківщина» |                                   |                       |                |                                               | |
| б/м                                                     | Бедреківська Лариса Володимирівна | 02.11.2010            | Освіта вища    | член Всеукраїнського об'єднання «Батьківщина» | приватний підприємець                                                                                  |
| Політична партія «Сильна Україна»                       |                                   |                       |                |                                               | |
| б/м                                                     | Петринчук Любов Анатоліївна       | 02.11.2010            | Освіта вища    | член Політичної партії «Сильна Україна»       | ТОВ «Торговельни дім КраСКо», директор                                                                 |